# چیک کونگو
چیک کونگو (انگلیسی: Cheick Kongo؛ زادهٔ ۱۷ مهٔ ۱۹۷۵) ورزشکار هنرهای رزمی ترکیبی و کاراته‌کا اهل فرانسه است.